# Шлях до реальності, або Закони, що керують Всесвітом
Шлях до реальності, або Закони, що керують Всесвітом (англ. The Road to Reality) — науково-популярна книга з сучасної фізики, написана британським фізиком і математиком Роджером Пенроузом і опублікована в 2004 році. У ній розглядаються основи Стандартної моделі сучасної фізики, йдеться про загальну теорію відносності та квантову механіку, а потім докладно розглядається можливе поєднання цих двох теорій.

## Зміст
У книзі обговорюється сучасний світ фізики. Багато галузей, які вчені XIX століття вважали окремими, наприклад електрика та магнетизм, тепер об'єднані у більш фундаментальні розділи фізики. Деякі тексти, як популярні, і університетського рівня, представляють ці теми як окремі поняття, а потім розкривають їх взаємозв'язок набагато пізніше. «Дорога до реальності» робить це в зворотному порядку, спочатку викладаючи математику простору-часу, а потім показуючи, як з цього випливають електромагнетизм та інші явища.
У книзі трохи понад 1100 сторінок, з яких перша третина присвячена математиці з метою познайомити допитливих читачів з математичними інструментами, необхідними для глибокого розуміння решти книги. Подальша фізична частина книги починається з обговорення простору-часу. Потім слідують поля у просторі-часі та виведення класичних електричних та магнітних сил з перших принципів. Енергія та закони збереження з'являються в обговоренні лагранжіанів та гамільтоніанів, а далі автор переходить до обговорення квантової фізики, теорії частинок та квантової теорії поля. Обговоренню проблеми вимірювань в квантовій механіці присвячена ціла глава.
Наприкінці книги міститься глава про суперструни, а також про петлеву квантову гравітацію та теорію твісторів. Книга закінчується дослідженням інших теорій та можливих шляхів подальшого розвитку.
Останні розділи відображають особисту точку зору Пенроуза, яка в деяких відношеннях відрізняється від теорій, які серед сучасних фізиків-теоретиків вважаються найбільш «модними». Автор скептично ставиться до теорії струн, віддаючи перевагу петлевій квантовій гравітації. Він покладає багато очікувань на свій власний підхід, твісторну теорію. Автор також дотримується деяких суперечливих поглядів на роль свідомості у фізиці, викладених у його більш ранніх книгах (див. «Тіні розуму. У пошуках науки про свідомість»).

## Видання
- Jonathan Cape (1st edition), 2004, hardcover, ISBN 0-224-04447-8
- Alfred A. Knopf (publisher), February 2005, hardcover, ISBN 0-679-45443-8
- Vintage Books, 2005, softcover, ISBN 0-09-944068-7
- Vintage Books, 2006, softcover, ISBN 0-09-944068-7
- Vintage Books, 2007, softcover, ISBN 0-679-77631-1